# اودسلوئیس
اودسلوئیس (به هلندی: Oudesluis) یک منطقهٔ مسکونی در هلند است که در اسخاخن واقع شده‌است. اودسلوئیس ۷۶۰ نفر جمعیت دارد.